# 九〇式鉄帽

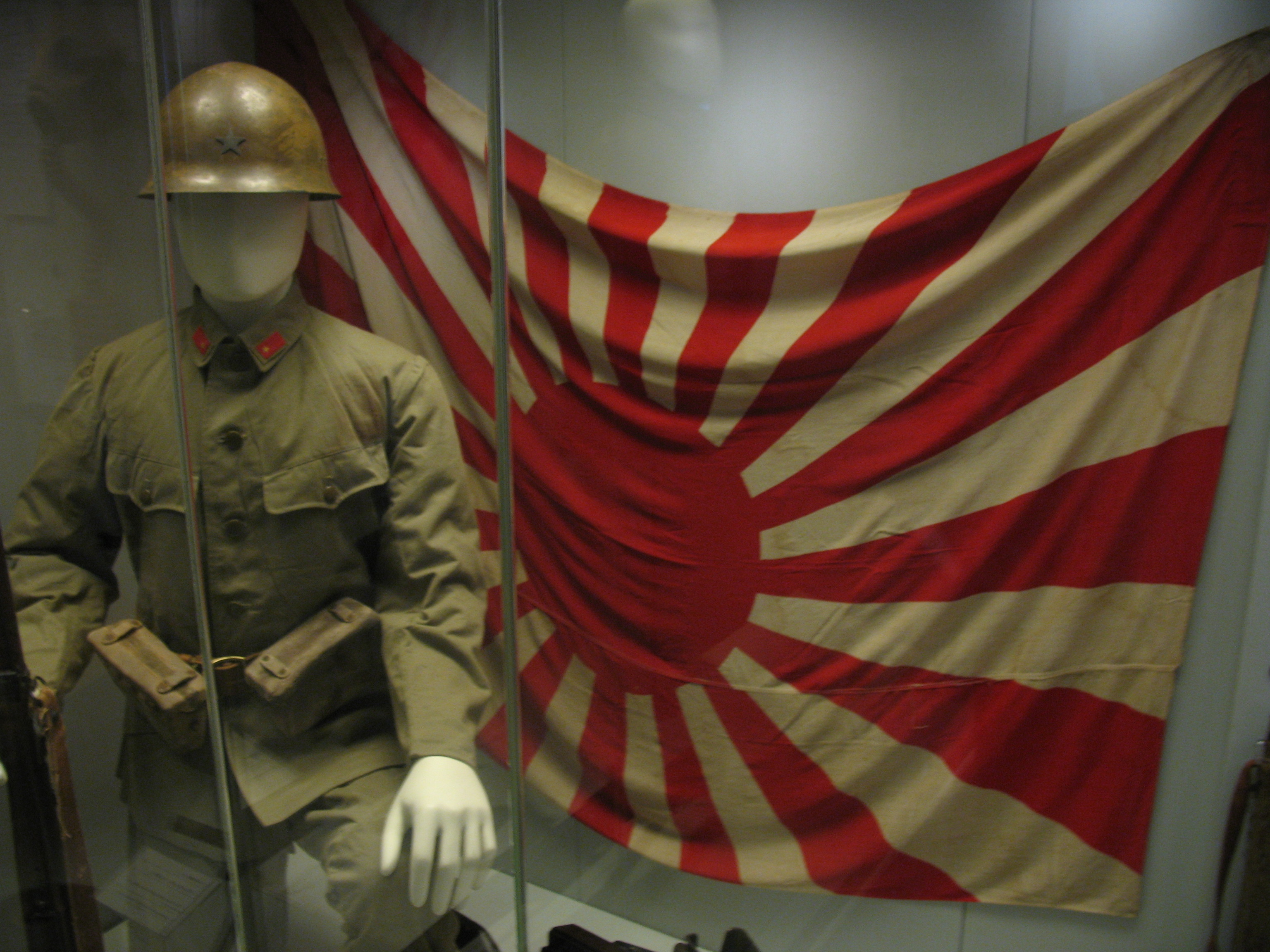
九〇式鉄帽

九〇式鉄帽（きゅうまるしきてつぼう）は、1930年前後に開発・採用された大日本帝国陸軍のヘルメット（鉄帽）。

## 概要

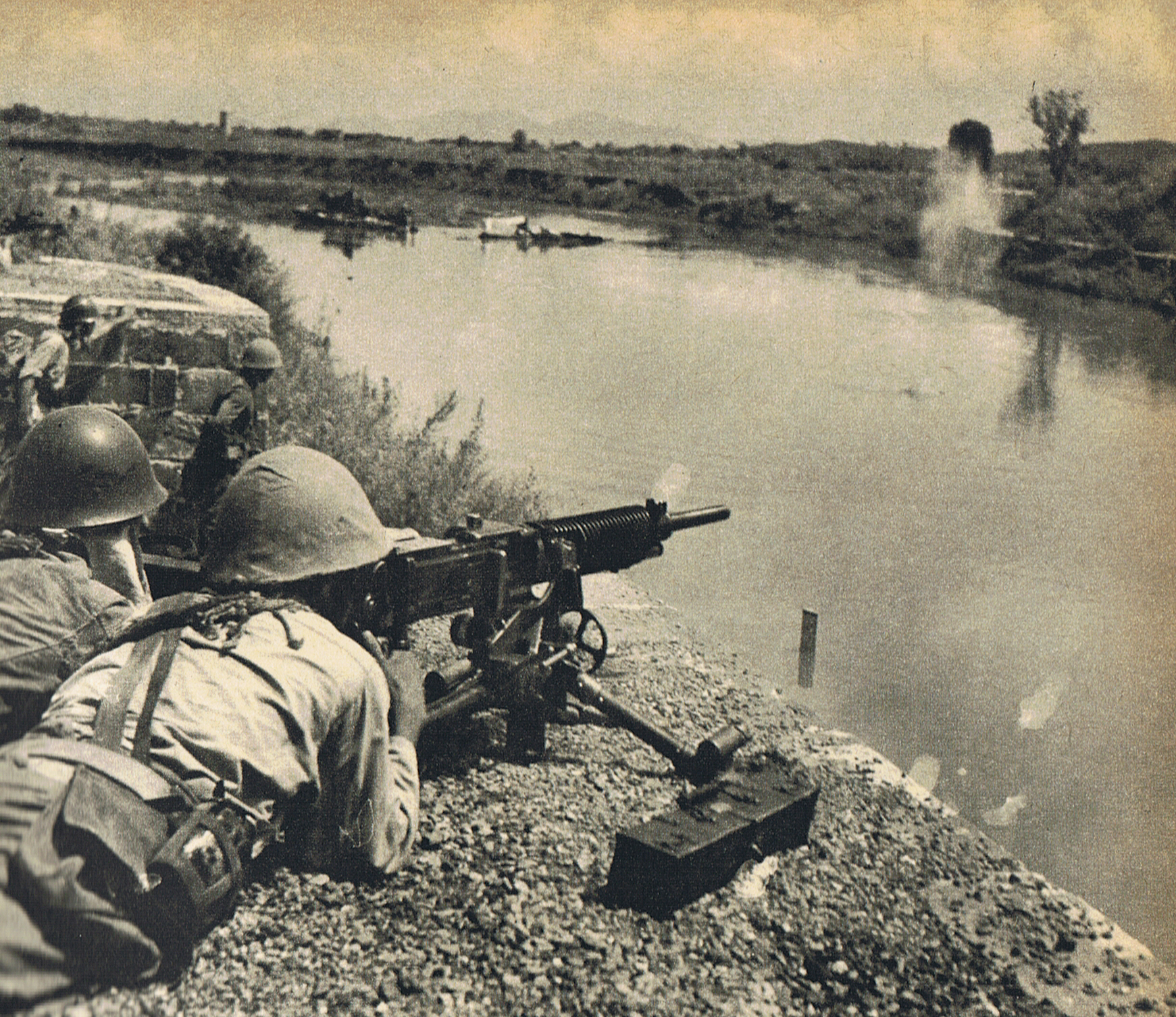
九二式重機関銃の射手は鉄帽覆を付し、装填手は素の状態の九〇式鉄帽を着用している

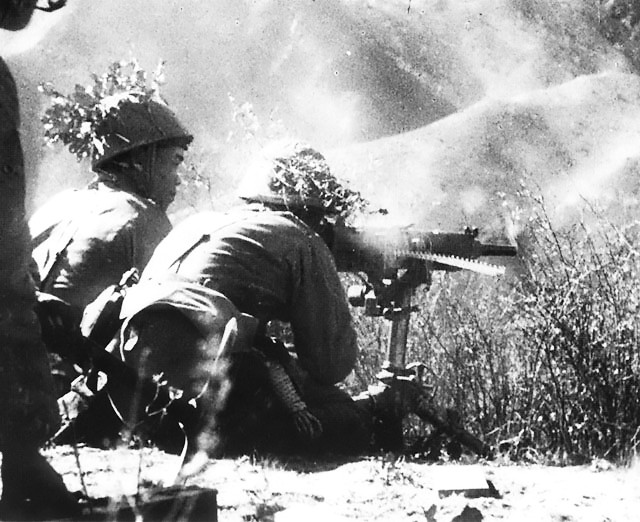
擬装網を付し草木を挟んだ九〇式鉄帽

1930年（昭和5年）頃に陸軍に制式採用された。陸軍は1920年代中頃からヘルメットの開発を初め、本品の採用以前にはフランス軍・イギリス軍・ドイツ軍のヘルメットを参考にしたものや、庇部分が長く頭頂部の換気口に花型の覆いが付く通称「サクラ型（サクラヘルメット）｣など、多種多様な形状のものを試作・使用していた。
なお、制式当時はヘルメットは「兵器」区分であり制式名称を鉄兜（てつかぶと、九〇式鉄兜）としていたが、1932年（昭和7年）4月28日の陸普第2748号にて防毒面などとともども「被服」区分に移行となり、合わせて名称も鉄帽（てつぼう、九〇式鉄帽）に改称されている。なお、名称変更以降も「鉄兜」は俗称として残った。また、自衛隊（陸上自衛隊）におけるヘルメットの制式名称は帝国陸軍と同じ「鉄帽」となっている（66式鉄帽・88式鉄帽）。
1938年（昭和13年）頃には、小銃弾への耐久性を強化した後継の九八式鉄帽が制式となるが、普及数の差から本品は太平洋戦争（大東亜戦争）敗戦に至るまで日本軍の主力ヘルメットとして使用された。また本ヘルメットの形状を模した民間用ヘルメットも市販されていたが、後者には鋳鉄やアルミニウム合金など様々な材質の製品が混在し、品質もまちまちであった。日中戦争後の中国大陸では大量に鹵獲され、特に中国人民解放軍は1980年代まで使用していた。

### 形状
帽体（シェル）は前後にやや長く、裾は少し広がっている。前後と左右はそれぞれほぼ対称形で、避弾経始をなし、また鋼材としてクロムモリブデン鋼を使用していた。この鋼材は硬質ゆえに銃弾や破片の着弾時に割れやすく、あえて割れることで衝撃を吸収して、着用者の頭部を保護することを企図したものであった。特殊鋼板の厚さは1mm、重さは約1kg。
頭頂付近の左右二ヵ所、計四ヵ所に小さな通気穴が開いており、陸軍用は鉄製の「星章（五光星）」が、海軍用には鉄製ないし塗装の「錨と桜（ないし錨のみ）」が帽章として前面に付く。内装（ライナー）は革張りで帽体との間には麻袋のクッションが付いた。頭部と固定する顎紐にはバックル式ベルトではなく平打紐が使われ、古来の兜や笠の緒のように結んで使われた。サイズは「大」号と「小」号の二種類。大号は全高153mm、全幅236mm、全長280mm、小号は全高150mm、全幅234mm、全長268mmであった。
着用の際には先に略帽（戦闘帽）を被り、その上から鉄帽を被るのが一般的とされた。
属品として太陽光による帽体の焼けを防ぐための鉄帽覆や、草木の枝などを差しカモフラージュするための擬装網がある。
熱地向けに採用された九八式防暑帽は単独で用いるほか、内装の平紐を緩めることで、九〇式以降の鉄帽の上に重ねて鉄帽覆いとすることもできた。 

#### 耐久性
九〇式鉄帽は諸外国のスチールヘルメットと同様に、手榴弾や砲弾の破片を防ぐよう構想されており、小銃弾の直撃に対抗することは防御性能上目的としなかった。第一次上海事変において第9師団が使用し、被弾した鉄帽（制式・旧製品含む）を検査した結果、300個中45%が貫通、55%が貫通していなかった。この調査では九〇式鉄帽は硬度が大きいものの靭性は乏しく、小銃弾の衝撃に対し弱いことが指摘された。高威力の7.7mm小銃弾の直撃に対しては、射距離1,000mから貫徹された。これらを踏まえ、より防御力を向上させた物が九八式鉄帽である。

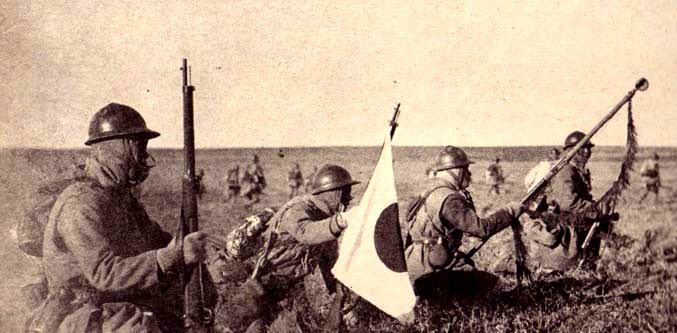
九〇式鉄帽採用前に使用されていた通称「サクラヘルメット」。満州事変（1931年（昭和6年）ないし1932年頃）当時
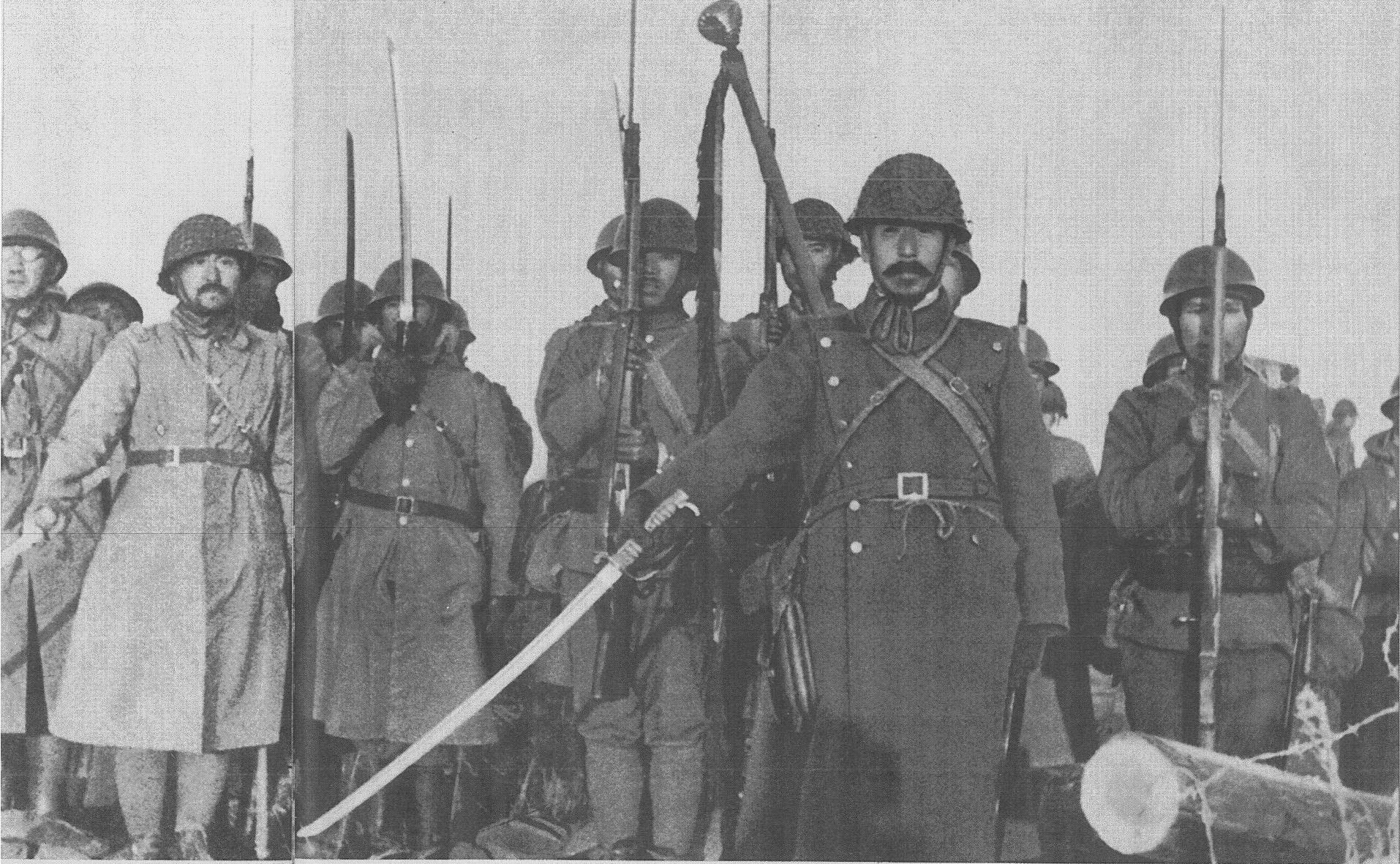
九〇式鉄帽を着用する陸軍将兵。先頭の歩兵連隊長と左手前の見習士官は擬装網を付し、他の下士官兵等は素の状態
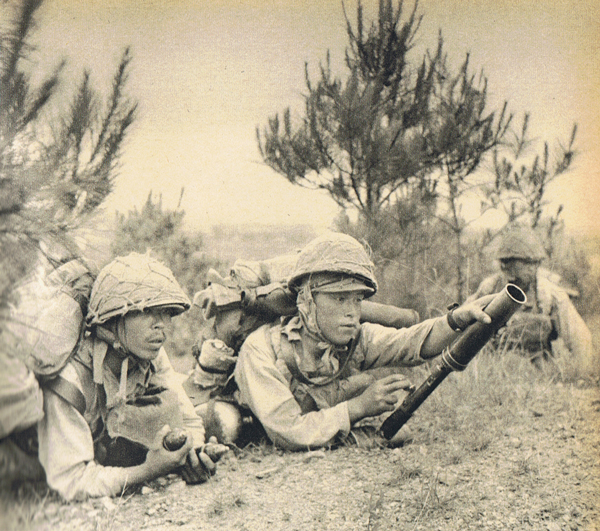
鉄帽覆と擬装網を付した九〇式鉄帽を、略帽の上から被った擲弾手
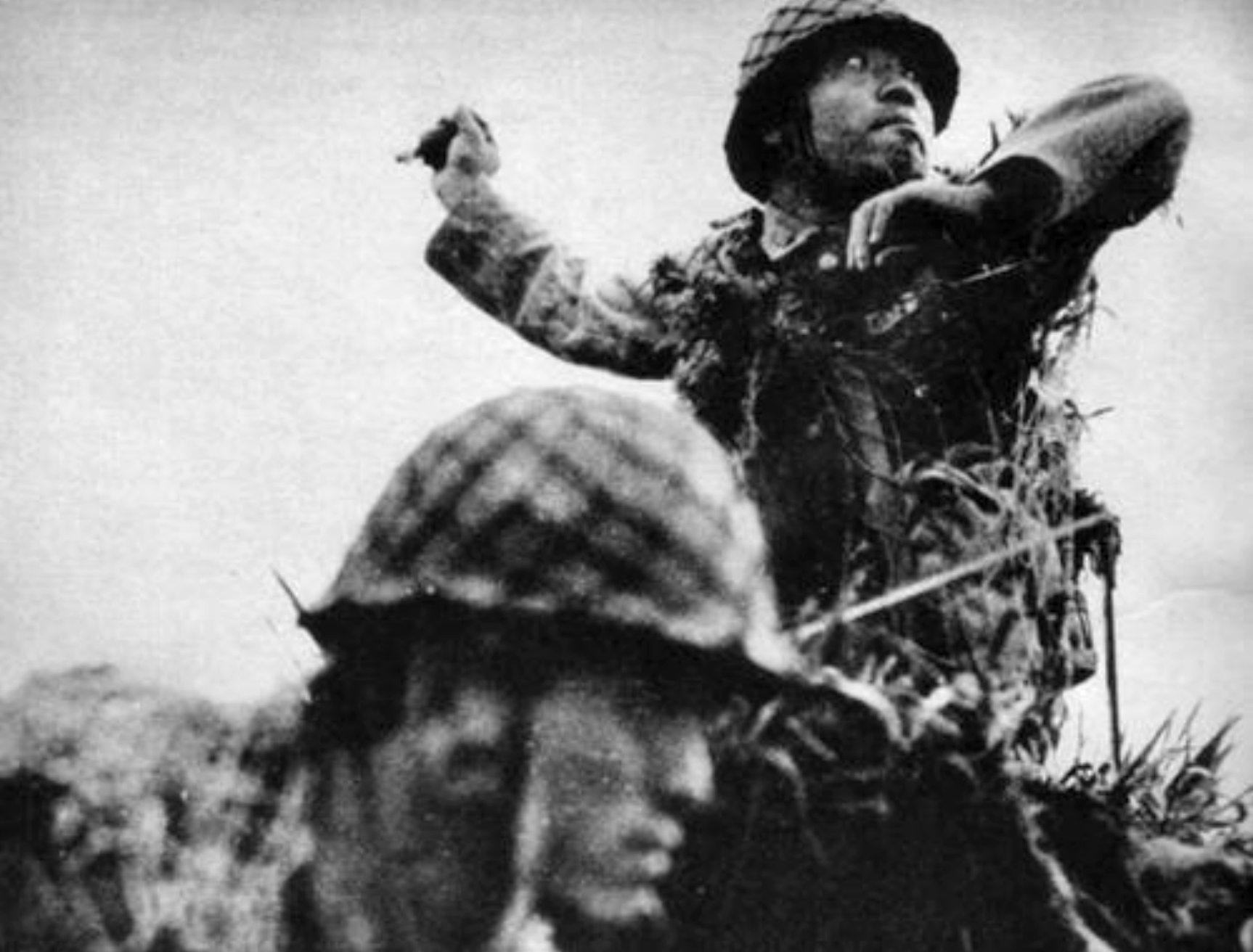
擬装網を付した九〇式鉄帽
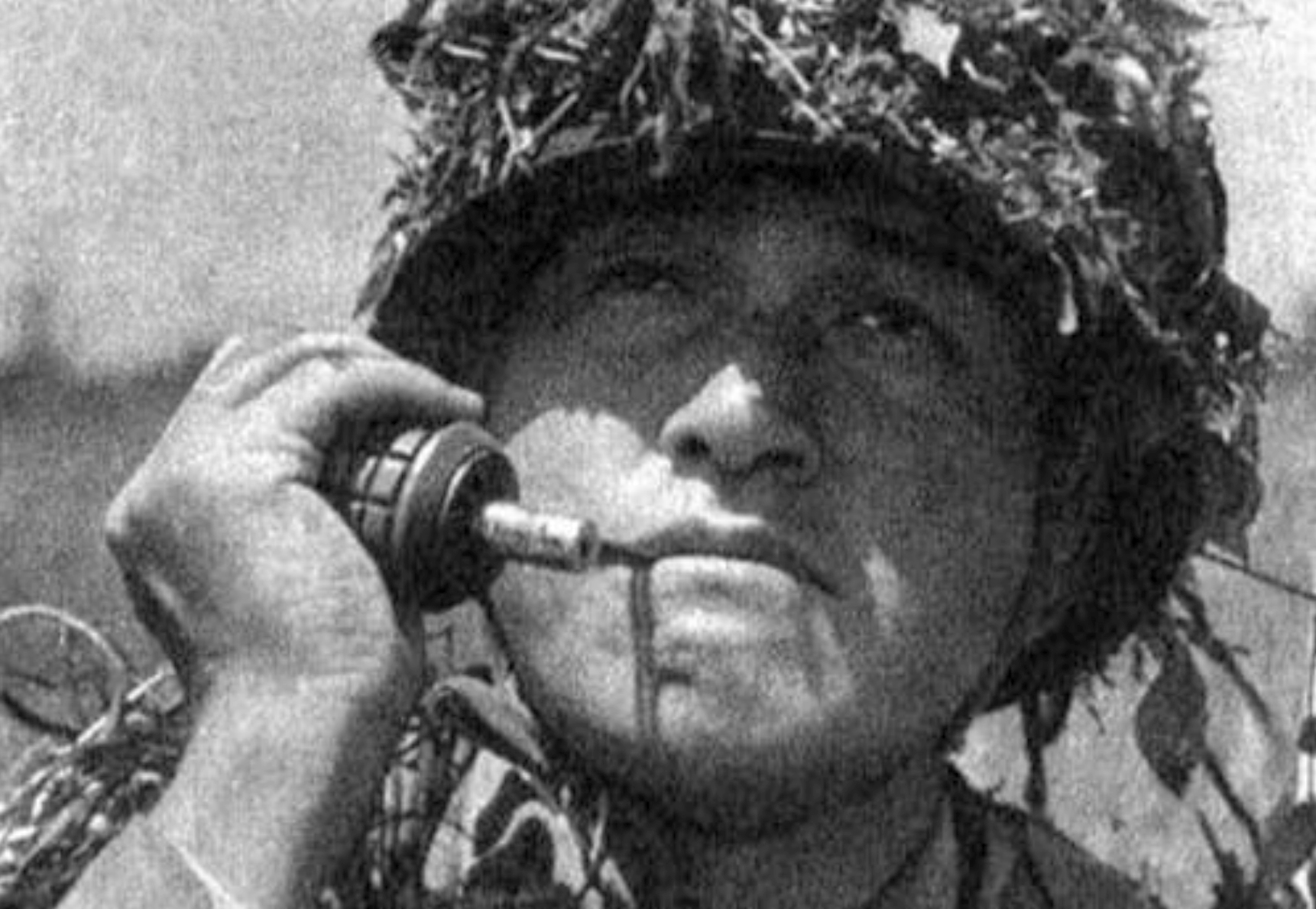
擬装網を付し草木を挟んだ九〇式鉄帽
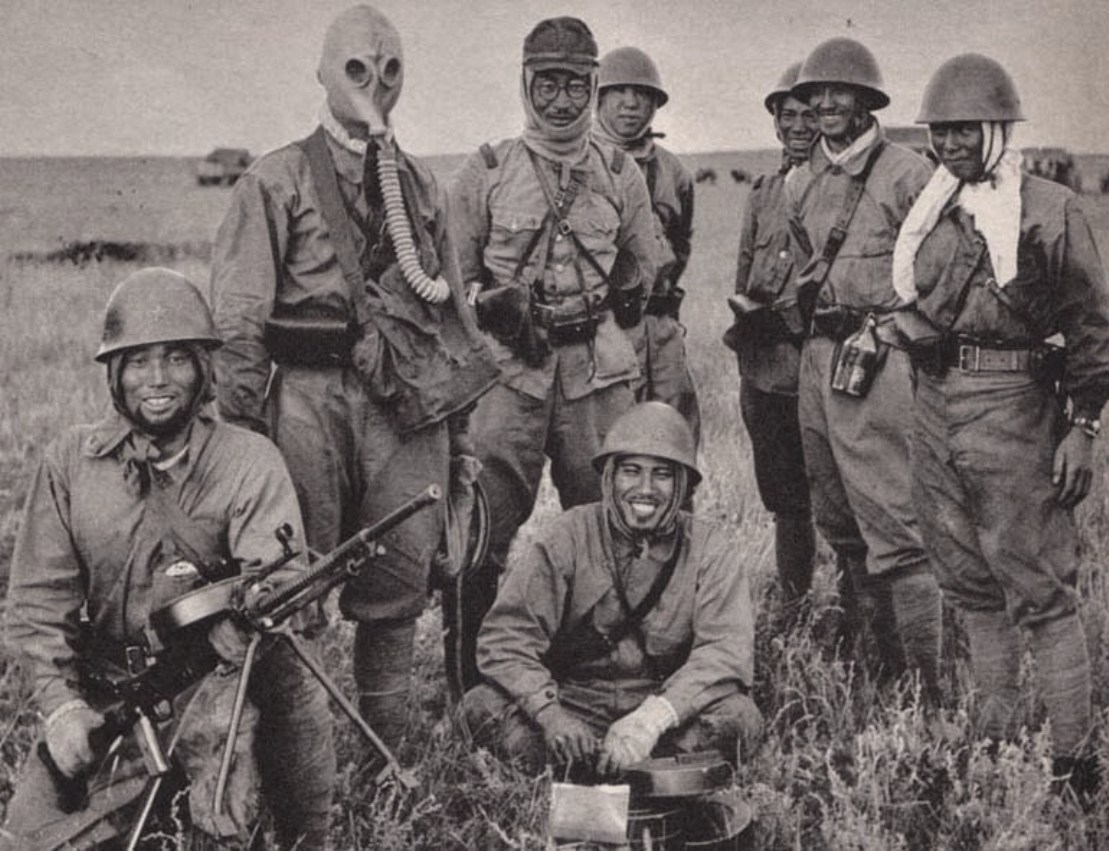
素の九〇式鉄帽
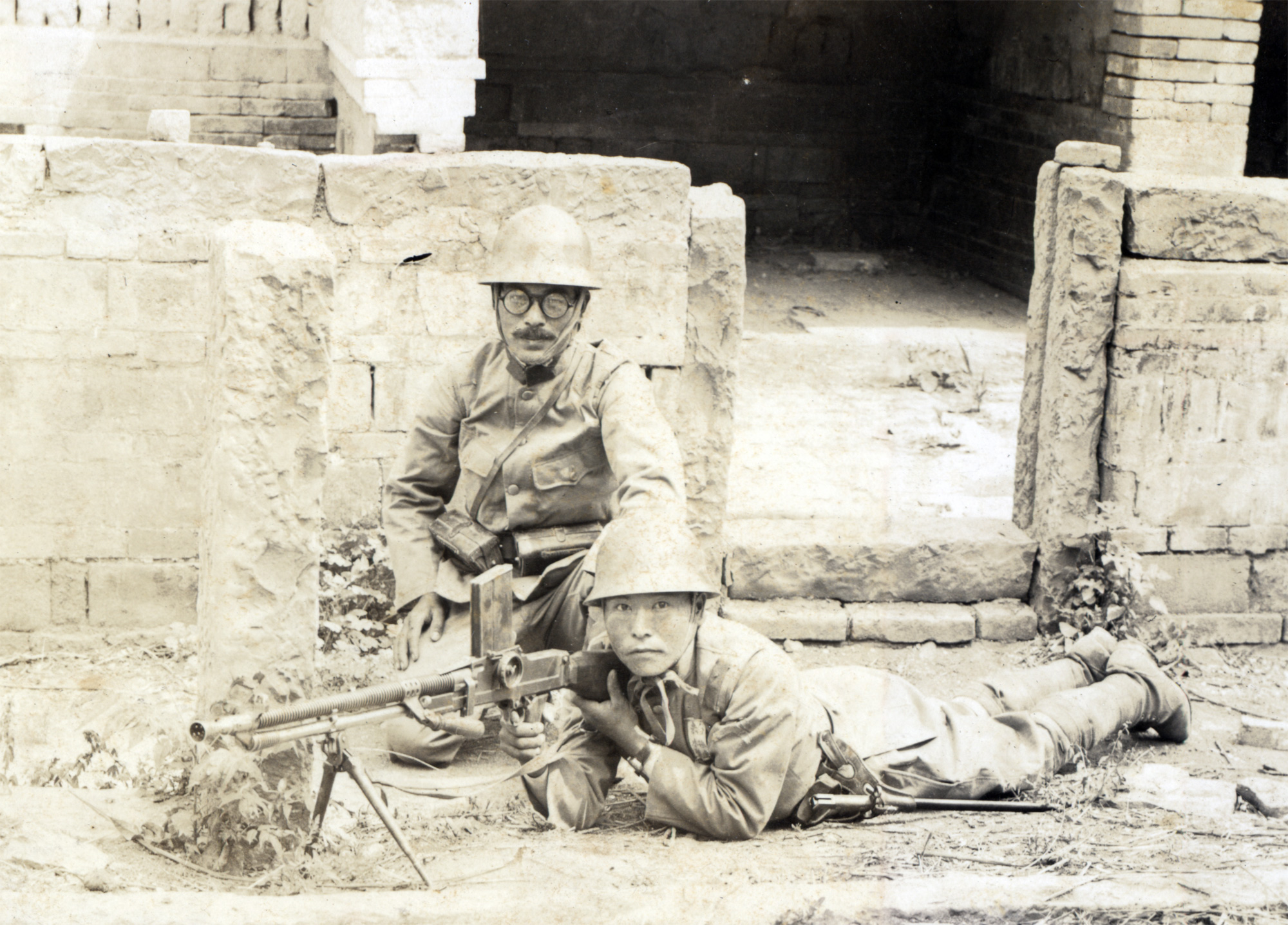
素の九〇式鉄帽
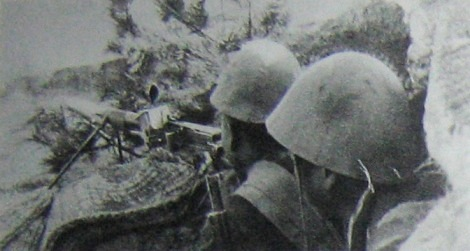
国共内戦で九〇式鉄帽を着用し、十一年式軽機関銃を構える中国人民解放軍兵士